# Georges Dufrénoy
Georges Dufrénoy (ur. 20 czerwca 1870 w Thiais w Île-de-France, zm. 9 grudnia 1943 w Salles-en-Beaujolais), francuski malarz, postimpresjonista.